# Ruggero Leoncavallo

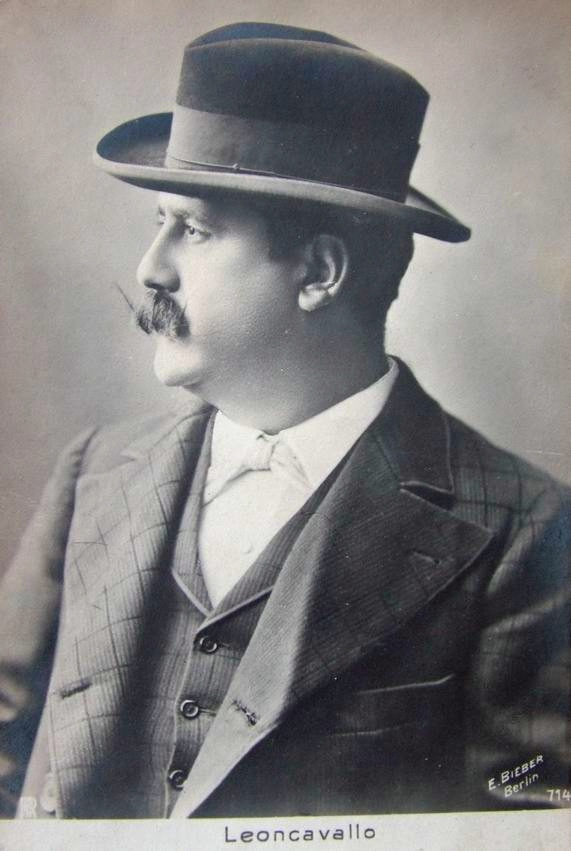
Ruggero Leoncavallo

Ruggero Leoncavallo (* 23. April 1857 in Neapel; † 9. August 1919 in Montecatini Terme) war ein italienischer Komponist und Librettist. Er wurde weltbekannt durch seine veristische Oper Pagliacci (Der Bajazzo).

## Leben

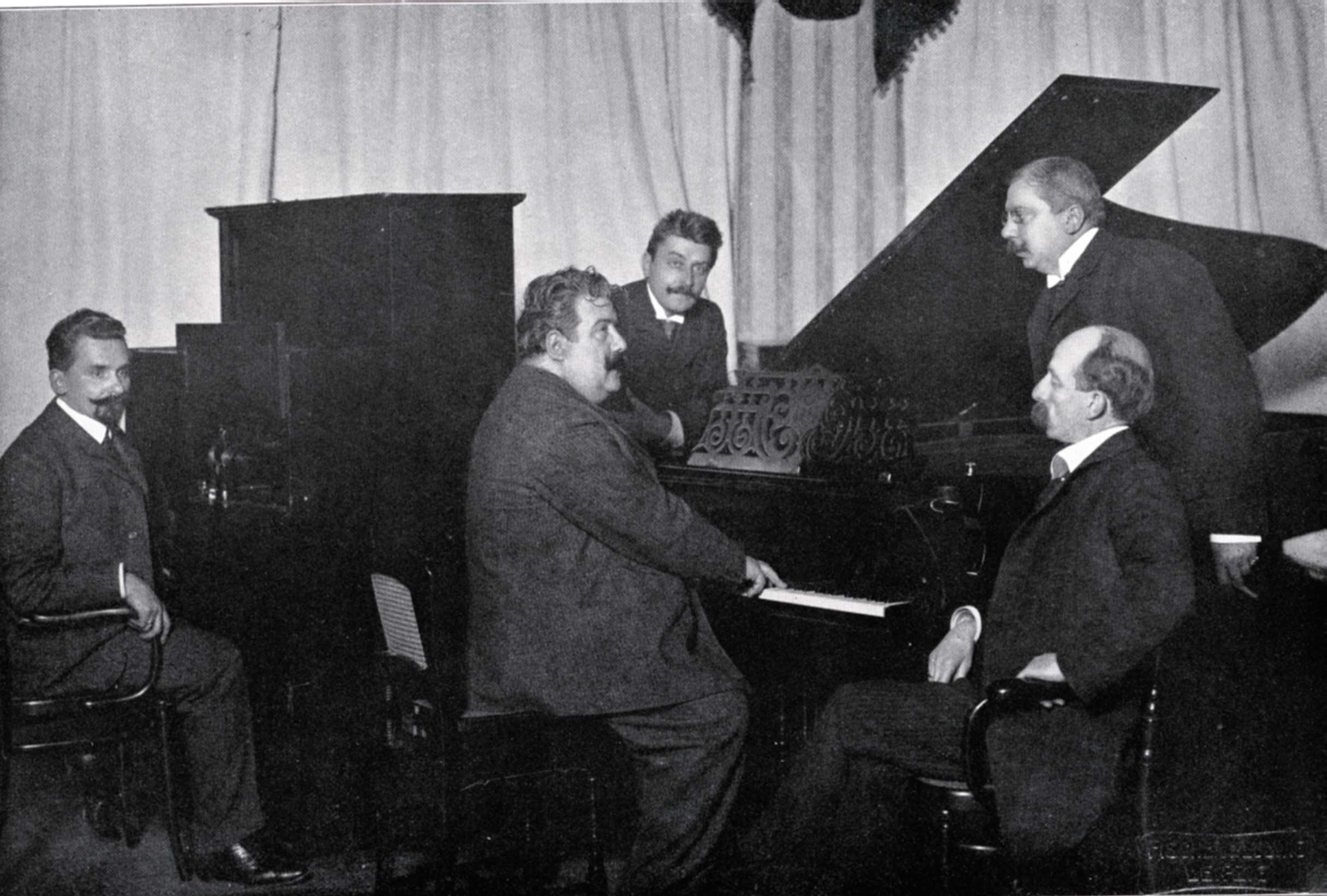
Ruggero Leoncavallo am 8. Dezember 1905 bei der Aufnahme für Welte-Mignon

Leoncavallo wurde als Sohn eines Richters in Neapel geboren und lebte als Kind mit seiner Familie einige Jahre im kalabrischen Ort Montalto Uffugo. Nachdem sein Vater als Richter wieder nach Neapel versetzt worden war, kehrte die Familie dorthin zurück. Mit acht Jahren wurde er als externer Schüler am Conservatorio San Pietro a Majella eingeschrieben. Seine Lehrer waren der Pianist Benjamino Cesi (1845–1907), in Harmonielehre Michele Ruta sowie in Komposition Paolo Serrao und Lauro Rossi.

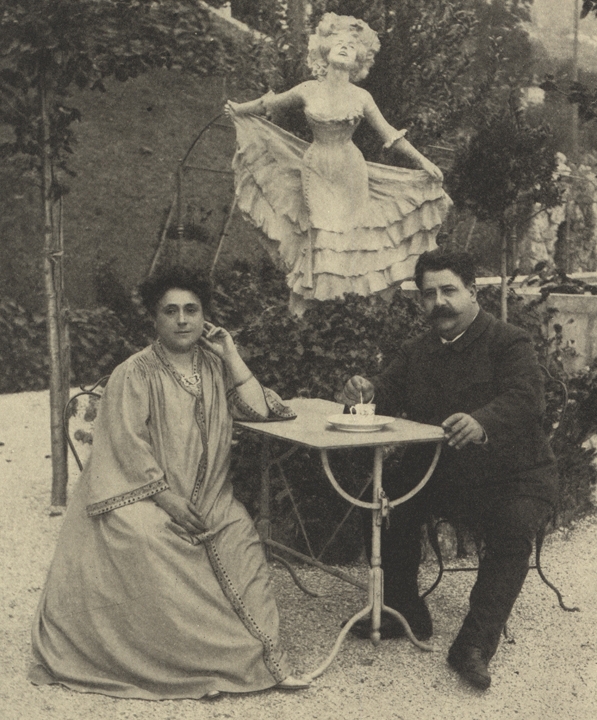
Ruggero Leoncavallo mit seiner Gattin im Garten seiner Villa am Lago Maggiore

Von 1882 bis 1886 lebte er in Paris, wo die sinfonische Dichtung La nuit de mai entstand. Nach einigen Jahren als Lehrer und erfolglosen Versuchen, mehrere Opern auf die Bühne zu bringen, erlebte er 1890 den großen Erfolg von Pietro Mascagnis Oper Cavalleria rusticana mit. Daraufhin komponierte er seine eigene Verismo-Oper, Pagliacci, deren Handlung auf einen Mordfall zurückgeht, den er in Kalabrien miterlebt hatte. Sie wurde 1892 in Mailand uraufgeführt und war ein sofortiger Erfolg; es ist sein einziges Werk, das noch heute Teil des Standard-Opernrepertoires ist.
Im folgenden Jahr wurde auch seine Oper I Medici in Mailand produziert, doch erlangten weder diese noch Chatterton (1896) – beides Opern aus seinem Frühwerk – die Gunst des Publikums, was ihm erst wieder mit der Aufführung von La Bohème in Venedig 1897 gelang. Zwei Tenor-Arien aus dieser Oper werden gelegentlich noch gesungen, insbesondere in Italien. Weitere Opern waren Zazà (1900), Der Roland von Berlin (1904) und Zingari (Zigeuner, 1912), die aber (bis auf die Bariton-Arie aus Zazà) nicht mehr aufgeführt werden. Die Oper Der Roland von Berlin (Il Rolando di Berlino) schrieb Leoncavallo im Auftrag des Deutschen Kaisers, sie wurde in Berlin uraufgeführt.
Leoncavallo wird von vielen als der größte italienische Librettist seiner Zeit nach Arrigo Boito angesehen.

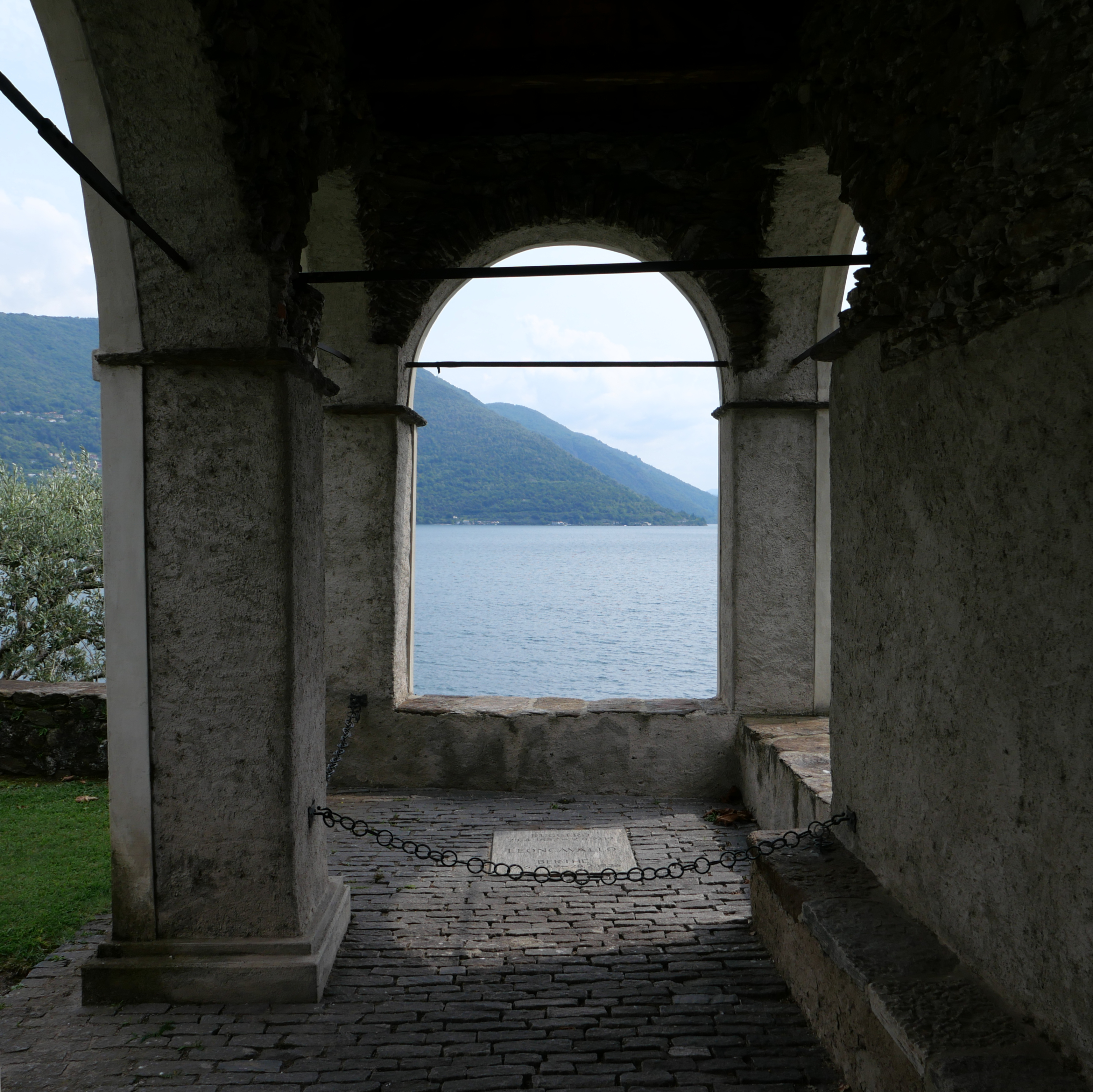
Das Grab mit Blick auf den Lago Maggiore.

Am 8. April 1904 spielte er für die Gramophone & Typewriter Ltd. seine eigens zu diesem Zweck komponierte Mattinata ein, wobei er Enrico Caruso, der bald zum bedeutendsten Interpreten des Canio aus Pagliacci werden sollte, auf dem Klavier begleitete. Am 8. Dezember 1905 spielte er für das Reproduktionsklavier Welte-Mignon als Pianist sechs eigene Stücke auf Klavierrolle ein.
Nach seinem Tod 1919 wurde Leoncavallo zunächst in Florenz beigesetzt. Heute befindet sich seine Grabstätte unter dem Portikus der Kirche Madonna di Ponte in Brissago (Schweiz). In Brissago besteht auch das seinem Leben und Werk gewidmete Museo Ruggero Leoncavallo. Große Teile von Leoncavallos künstlerischem Nachlass werden im Fondo Leoncavallo in Locarno aufbewahrt. 

## Werke

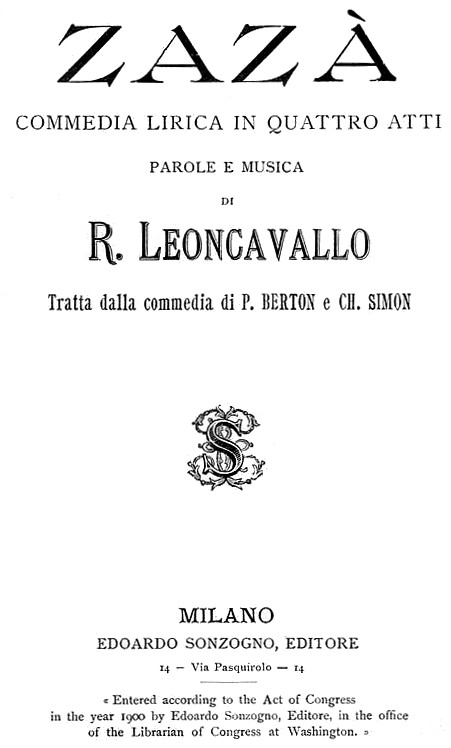
Leoncavallo, Zazà, Mailand 1909

- Requiem unvollendet[4]

### Opern
- Pagliacci, Libretto: Ruggero Leoncavallo, Uraufführung am 21. Mai 1892 im Teatro Dal Verme in Mailand
- I Medici, Libretto: Ruggero Leoncavallo, Uraufführung am 6. November 1893 im Teatro Dal Verme in Mailand. Die Oper spielt am Hof Lorenzo de Medicis in Florenz.
- Chatterton, Libretto: Ruggero Leoncavallo, Uraufführung am 10. März 1896 im Teatro Argentina in Rom. Die Oper ist eine freie Adaption der Lebensgeschichte des englischen Dichters Thomas Chatterton.
- La Bohème,  Libretto: Ruggero Leoncavallo, Uraufführung am 6. Mai 1897 im Teatro La Fenice in Venedig. Die Oper basiert auf dem Roman Les scènes de la vie de bohème von Henri Murger.
- Zazà, Libretto: Ruggero Leoncavallo, Uraufführung am 6. Mai 1897 im Teatro La Fenice. – Die Oper basiert auf dem gleichnamigen Schauspiel von Pierre Berton (1842–1912) und Charles Simon (1850–1910): Uraufführung am 10. November 1900, Teatro Lirico in Mailand (Zazà: Rosina Storchio; Dirigat: Arturo Toscanini).[5]
- Der Roland von Berlin, Libretto: Ruggero Leoncavallo, Uraufführung am 13. Dezember 1904 in der Berliner Staatsoper. Die Oper basiert auf dem gleichnamigen historischen Roman von  Willibald Alexis aus dem Jahr 1840.
- Maia, Libretto: Paul de Choudens, Uraufführung am 15. Januar 1910 im Teatro Costanzi in Rom. Dirigent der Uraufführung war Pietro Mascagni.
- Zingari, Libretto: Enrico Cavacchioli  (1885–1955) und Guglielmo Emanuel (1879–1965). Uraufführung am 16. September 1912 im Hippodrome in London. Die Oper basiert auf der Verserzählung Die Zigeuner (1825/1827) von Alexander Puschkin.
- Mimi Pinson, Uraufführung 1913 im Teatro Massimo in Palermo. Das Werk ist eine Bearbeitung seiner Oper La Bohème.
- (Goffredo) Mameli, Libretto: Ruggero Leoncavallo und Gultiero Belvederi, Uraufführung am 27. April 1916 im Teatro Carlo Felice in Genua.
- Edipo Re, Libretto: Giovacchino Forzano, Uraufführung postum am 13. Dezember 1920 im L in Chicago. Das Werk wurde wahrscheinlich von Giovanni Pennacchio (1878–1978) vollendet und instrumentiert. Es beruht auf der Tragödie König Ödipus von Sophokles.

### Operetten
- La jeunesse de Figaro (Nach Konrad Dryden wurde das Werk nie vollendet.[6])
- Malbruk, Libretto: Angelo Nessi, Uraufführung am 20. Januar 1910 im Teatro Nazionale in Rom. Die Handlung beruht auf einer Novelle aus dem Decamerone von Giovanni Boccaccio. Dirigent der Uraufführung: Pompeo Ricchieri. Besetzung der Uraufführung: Elodia Maresca (Alba), Ferruccio Corradetti (Malbruk),  Giuseppe Pasquini (Arnolfo)
- La reginetta delle rose, Libretto: Giovacchino Forzano, Uraufführung am 24. Juni 1912 im Teatro Costanzi in Rom, deutsche Erstaufführung 2008 im Theater Erfurt.
- Are you There? Libretto: Albert de Courville, Edgar Wallace. Uraufführung am 1. November 1913 im Prince of Wales Theatre London.
- La candidata, Libretto: Giovacchino Forzano, Uraufführung am 6. Februar 1913 im Teatro Nazionale in Rom.
- Prestami tua moglie, Libretto: Edmondo Corradi (1873–1931), Uraufführung am 2. Dezember 1916 im Teatro del Casinò in Montecatini Terme.
- A chi la giarrettiera? Libretto: Edmondo Corradi, Uraufführung 1919 im Teatro del Casinò in Montecatini Terme. Personen: Tilde (Sopran), Adriano (Tenor), Raimondetta (Sopran), Leopoldo (Bass), Celestino (Tenor), Eulalia (Sopran), Viscount Faucon (Bariton). Ort und Zeit der Handlung: Paris, 1918 (damals: Gegenwart)
- Il primo bacio, Libretto: Luigi Bonelli, Uraufführung postum am 29. April 1923 im Teatro del Casinò in Montecatini Terme.
- La maschera nuda, Libretto: Fernando Poilieri und Luigi Bonelli, Uraufführung postum 1925